# James Rohleder
James Thomas Rohleder (* 7. dubna 1955 Bremerhaven) je bývalý německý zápasník–judista afroamerického původu.

## Sportovní kariéra
Pochází z přístavu Bremerhaven, okupovaném po druhé světové válce americkou armádou. S judem začínal v klubu PSV. Vrcholově se připravoval v klubu VfL ve Wolfsburgu. V západoněmecké reprezentaci se pohyboval od druhé poloviny sedmdesátých let v pololehké váze do 65 kg. V roce 1980 přišel o účast na olympijských hrách v Moskvě kvůli bojkotu způsobeném tehdejší studenou politikou. V roce 1984 startoval na olympijských hrách v Los Angeles, kde nepřešel přes druhé kolo. Sportovní kariéru ukončil v roce 1990.